# Эчеверрия, Родриго
Родриго Эдуардо Эчеверрия Саэс (исп. Rodrigo Eduardo Echeverría Sáez; 17 апреля 1995, Сантьяго, Чили) — чилийский футболист, полузащитник клуба «Уракан».

## Клубная карьера

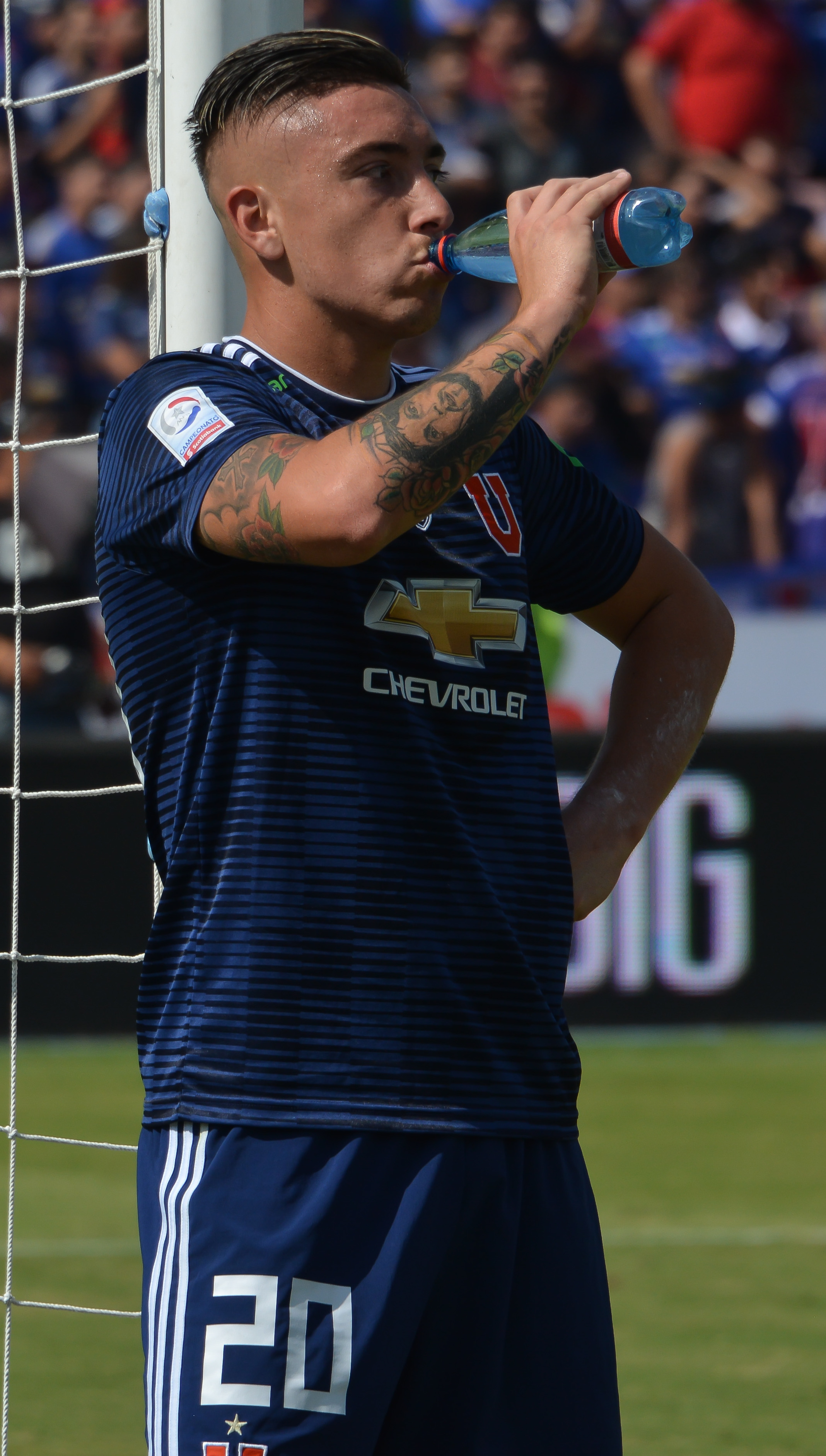
Эчеверрия в составе «Универсидад де Чили»

Эчеверрия — воспитанник клуба «Универсидад де Чили». 9 сентября 2012 года в поединке Кубка Чили против «Сантьяго Уондерерс» он дебютировал за основной состав. В июле 2015 года для получения игровой практики Родриго на правах аренды перешёл в «Иберия Лос-Анхелес». 9 августа в матче против «Барнечеа» он дебютировал в Примере B. В этом же поединке Эчеверрия забил свой первый гол за «Иберию».
В июле 2016 года Родриго во второй раз был отдан в аренду, его новым клубом стал «Эвертон» из Винья-дель-Мара. 31 июля в матче против «Депортес Икике» он дебютировал в чилийской Примере. 3 октября в поединке против «Аудакс Итальяно» Эчеверрия забил свой первый гол за «Эвертон».
В июне 2017 года Родриго вернулся в «Универсидад де Чили» и был включён в заявку команды на сезон. 5 августа в матче против «Депортес Темуко» он дебютировал за клуб в чемпионате.
14 декабря 2019 года Эчеверрия на правах свободного агента вернулся в «Эвертон» из Винья-дель-Мара.
4 августа 2023 года Эчеверрия отправился в аренду в аргентинский «Уракан» на один год с опцией на выкуп 80 % его прав за 500 тыс. долларов с автоматическим подписанием контракта до декабря 2026 года.

## Международная карьера
В начале 2015 года Эчеверрия в составе молодёжной сборной Чили принял участие в молодёжном чемпионате Южной Америки в Уругвае. На турнире он сыграл в матчах против сборных Венесуэлы, Уругвая, Бразилии и Колумбии. В поединках против венесуэльцев и уругвайцев Родриго забил по голу.